# Орден Императорского Портрета
Орден Императорского портрета — орден Османской империи, учреждённый султаном Махмудом II и являвшийся знаком личного внимания монарха.

## История ордена
Орден был учреждён султаном Махмудом II для награждения за личные заслуги перед султаном. Орден имел одну степень.
Орден представлял собой украшенный драгоценными камнями медальон с портретом османского правителя. Такая награда  входила в явное противоречие с исламскими религиозными правилами, которые не одобряли такие портреты. Тугра султана была более важным и более распространенным символом его правления, чем портрет. Несмотря на это известны многие портреты османских правителей, которые созданы под европейским влиянием. Султаны не преминули использовать свои портреты и изображения в качестве подарка или награды. Однако орден Императорского портрета, являясь официальным орденом, вышел за рамки табакерок, украшенных портретами султана, которые османы дарили иностранным послам в ранние периоды в качестве награды. Наличие на нем портрета султана означало, что награждённый был удостоено личного внимания султана. Это сделало орден Императорского портрета самой престижной наградой того периода.
Первое задокументированное награждение было произведено в 1832 году. Известно, что одним из первых награждённых был армянский предприниматель и филантроп Арутюн Безциян (1771-1834). Награды были удостоены вассалы Османской империи, в том числе князь Сербии Милош Обренович, вали Египта Мухаммед Али и Аббас I.
С 1900 года награждения орденом были прекращены.

## Описание ордена
Знак ордена представлял собой медальон с портретом османского правителя, богато украшенный драгоценными камнями. Дизайн ордена был типичным для османских орденов: медальон был окружен кольцом из бриллиантов; снизу медальон украшали скрещенные лавровые ветви, усыпанные бриллиантами; сверху - стилизованный бант из ленты, также украшенный бриллиантами. 
Орден носили на груди (крепление булавкой) или на узкой ленте на шее. Лента ордена была полностью красной. 

## Галерея

Портрет князя Сербии Милоша Обреновича, вариант ношения ордена на ленте
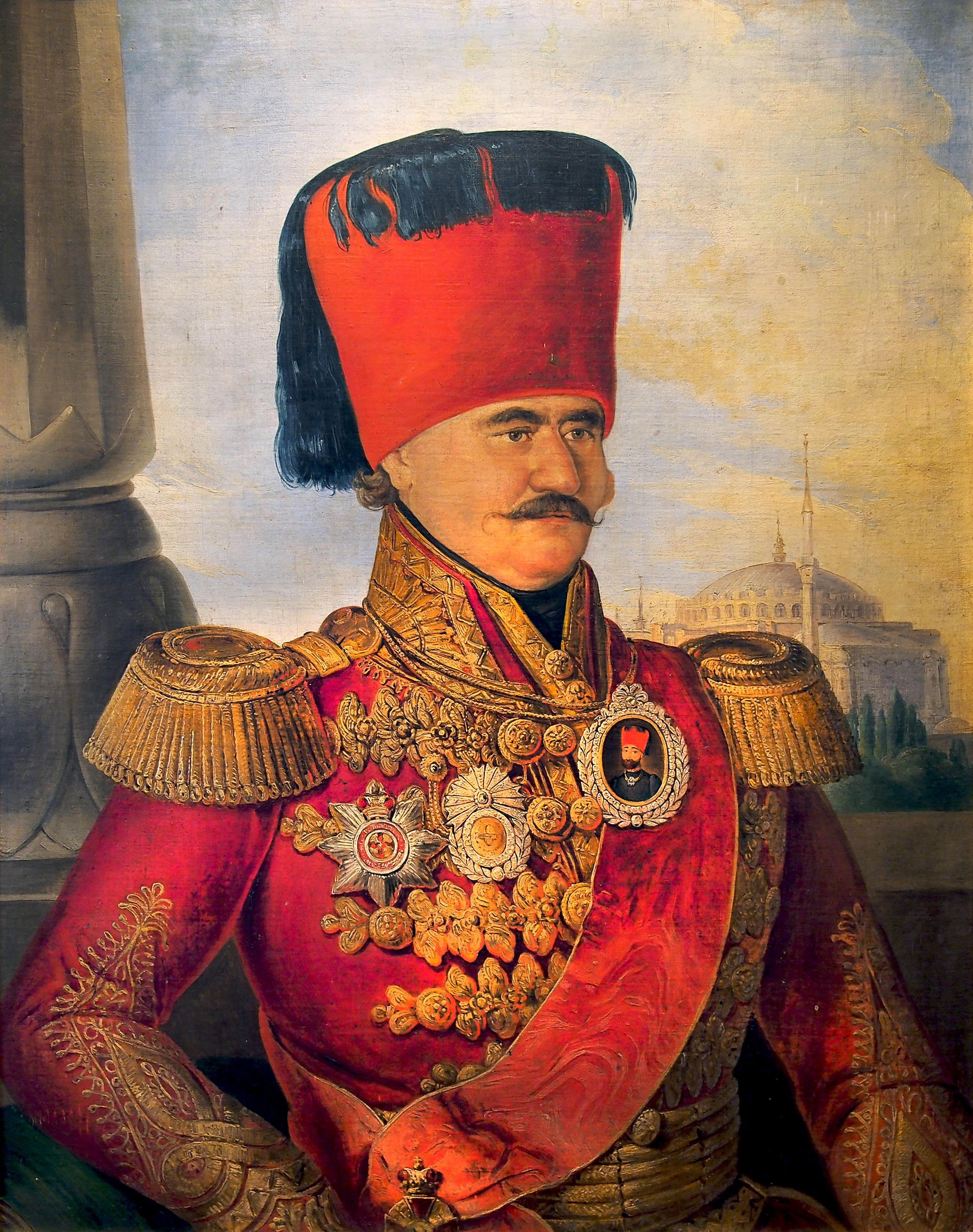
Портрет князя Сербии Милоша Обреновича, орден изображён на левой стороне груди
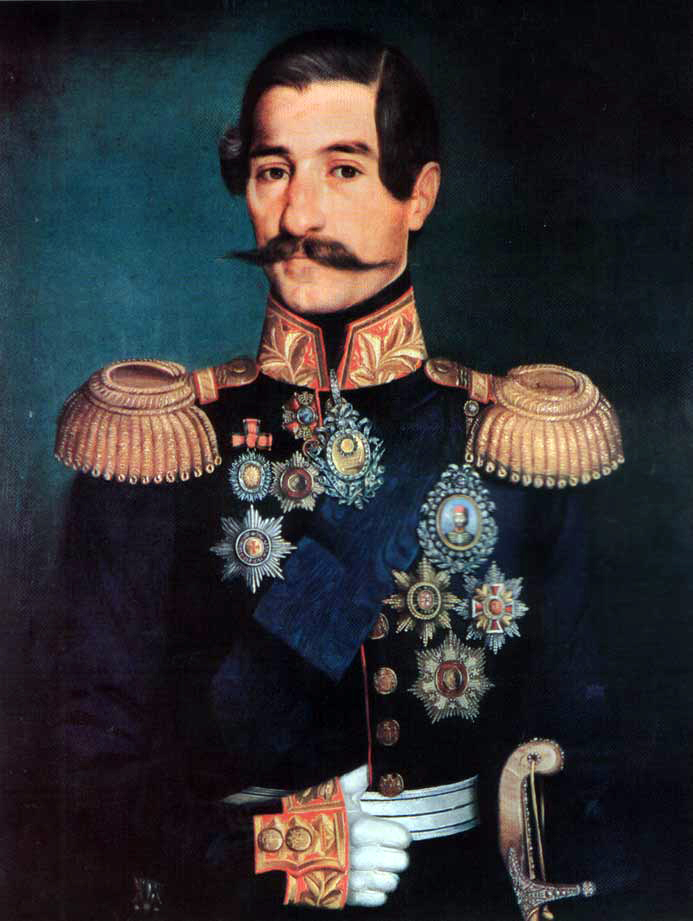
Портрет князя Сербии Александра Карагеоргиевича, орден изображён на левой стороне груди
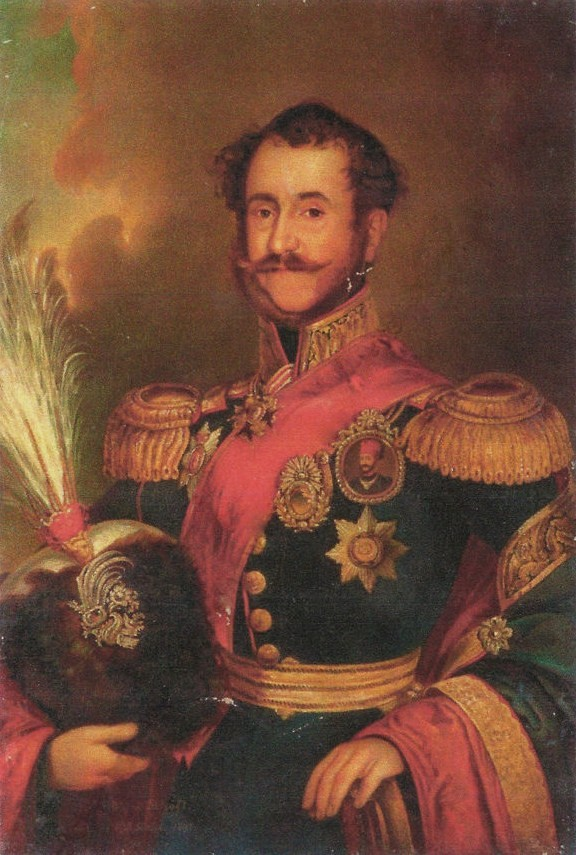
Портрет господаря Молдавии Михаила Стурдза, орден изображён на левой стороне груди
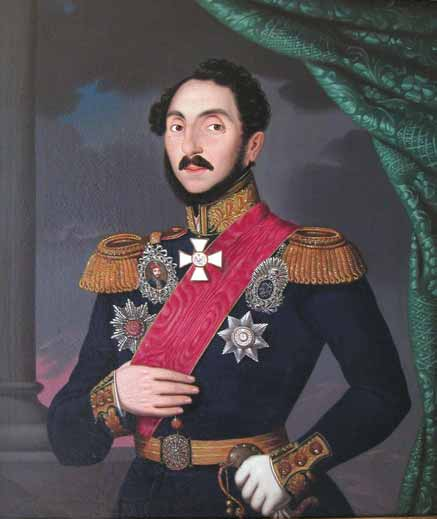
Портрет господаря Валахии Георгия III Бибеску, орден изображён на правой стороне груди
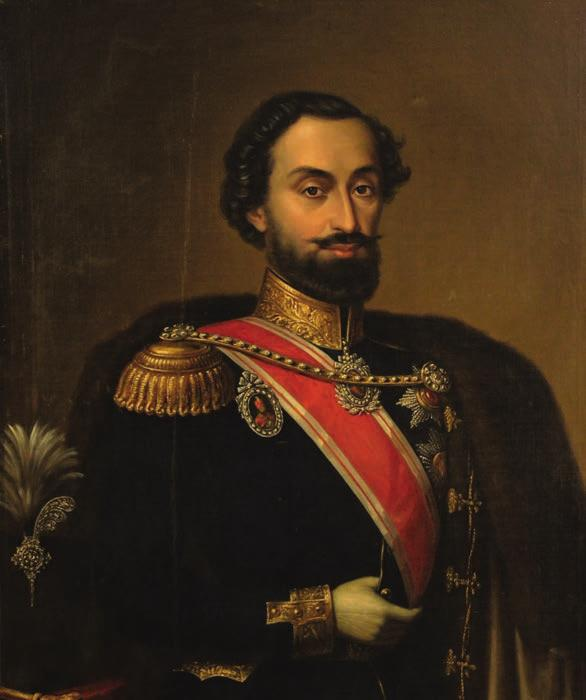
Портрет господаря Валахии Барбу Димитрия Штирбея, орден изображён на правой стороне груди